# Graptomyza perforata
Graptomyza perforata är en tvåvingeart som beskrevs av Doesburg 1960. Graptomyza perforata ingår i släktet Graptomyza och familjen blomflugor.
Artens utbredningsområde är Tanzania. Inga underarter finns listade i Catalogue of Life.